# Solomon (Kansas)
Solomon é uma cidade localizada no estado americano de Kansas, no Condado de Dickinson e Condado de Saline.

## Demografia
Segundo o censo americano de 2000, a sua população era de 1072 habitantes.
Em 2006, foi estimada uma população de 1068, um decréscimo de 4 (-0.4%).

## Geografia
De acordo com o United States Census Bureau tem uma área de
1,7 km², dos quais 1,7 km² cobertos por terra e 0,0 km² cobertos por água. Solomon localiza-se a aproximadamente 351 m acima do nível do mar.

## Localidades na vizinhança
O diagrama seguinte representa as localidades num raio de 24 km ao redor de Solomon.